# Яцун, Андрей Глебович
Андрей Глебович Яцун  (17 марта 1899, Омельник, Херсонская губерния, Российская империя — 25 марта 1965, Киев, СССР) — советский военачальник, полковник (1940).

## Биография
Родился 17 марта 1899 года в селе Омельник, ныне Кировоградской области Украины.

### Военная служба

#### Гражданская война
В Гражданскую войну Яцун проживал на территории, занятой белогвардейскими войсками. В 1919 года он был мобилизован в вооруженные формирования Н. А. Григорьева, поднявшего антисоветский мятеж на юге Украины, однако уже через день бежал. В августе 1920 года призван в РККА Александрийским городским военкоматом и зачислен красноармейцем в 23-й стрелковый Воронежский полк в город Воронеж. Затем служил во 2-м Туркестанском артиллерийском дивизионе 2-й Туркестанской стрелковой дивизии на Туркестанском фронте в Ташкенте. В декабре 1920 года зачислен на курсы младших командиров при этом дивизионе, по окончании назначен там же командиром отделения. В составе дивизиона участвовал в борьбе с басмачеством в Ферганской области.

#### Межвоенные годы
В декабре 1921 года Яцун был командирован на 23-е Туркестанские артиллерийские командные курсы. По их окончании с декабря 1922 года продолжил учебу сначала в 4-й Ташкентской объединённой военной школе им. В. И. Ленина, затем в Объединённой школе червонных старшин им. ВУЦИК в Харькове. В августе 1925 года окончил последнюю и был назначен в 284-й стрелковый полк 95-й стрелковой дивизии УВО в городе Первомайск, где исполнял должность командира стрелкового взвода, взвода полковой школы, командира роты. В 1926 года находился на курсах физической инструкторов в городе Одесса. Член ВКП(б) с 1928 года. В апреле 1931 года назначен начальником 4-го отделения штаба этой же 95-й стрелковой дивизии. С сентября 1932 года — помощник начальника 6-го отдела штаба УВО. Проходя службу в этих должностях, в 1930—1934 гг. одновременно учился в заочной Военной академии РККА им. М. В. Фрунзе. С февраля 1935 года был помощником командира по строевой части, а с осени 1937 года — командиром 225-го стрелкового полка 75-й стрелковой дивизии КВО в городе Лубны. С сентября 1939 года командовал 551-м стрелковым полком 147-й стрелковой дивизии в составе 7-го стрелкового корпуса ОдВО. В октябре 1940 года назначен начальником штаба 86-го Нижне-Прутского УРа (с июня — в составе вновь сформированной 9-й армии).

#### Великая Отечественная война
В начале войны в той же должности. С 25 июня 1941 года части укрепленного района в составе этой 9-й армии Южного фронта участвовали в приграничном сражении, отражали наступление немецко-фашистских и румынских войск, затем отходили в направлении Николаева. В начале августа полковник Яцун был назначен начальником штаба 302-й горнострелковой дивизии СКВО в городе Кропоткин, с ноября вступил в командование 15-й отдельной курсантской стрелковой бригадой этого округа. В конце декабря командирован на учебу в Академию Генштаба РККА им. К. Е. Ворошилова в городе Уфа. По окончании ее ускоренного курса в июне 1942 года он был назначен комендантом 118-го укрепленного района, входившего в состав Юго-Западного, Сталинградского и Донского фронтов. В боевых действиях в Сталинградской битве укрепленный район активного участий не принимал, находился в обороне. По окончании боев под Сталинградом он входил в состав Сталинградской группы войск резерва Ставки ВГК, затем с апреля — Московской зоны обороны. Летом 1943 года 118-й укрепленный район был переброшен на Калининский фронт и в конце июля вошел в 3-ю ударную армию. В ее составе в начале октября участвовал в Невельской наступательной операции. С октября того же года полковник Яцун вступил в командование 235-й стрелковой дивизией, входившей в состав 83-го стрелкового корпуса 4-й ударной армии 1-го Прибалтийского фронта. Дивизия под его командованием участвовала в Городокской наступательной операции, в боях на витебском направлении. С января по июнь 1944 года находился в госпитале по болезни в Москве, затем направлен в распоряжение Военного совета КВО. В августе того же года он был назначен заместителем наркома просвещения УССР по военному обучению.

#### Послевоенное время
После войны Яцун в прежней должности. С июня по октябрь 1947 года вновь находился на лечении в госпитале, затем был зачислен в распоряжение отдела кадров КВО. 16 января 1948 года полковник Яцун уволен в отставку по болезни.

## Награды
- орден Ленина (30.04.1945)[4][5]
- два ордена Красного Знамени (30.01.1943[6], 03.11.1944[7][5])
- орден Отечественной войны I степени (30.06.1943)[8]

медали в том числе:
- - «XX лет Рабоче-Крестьянской Красной Армии» (1938)[8]
  - «За оборону Сталинграда» (28.06.1943)[9]
  - «За победу над Германией в Великой Отечественной войне 1941—1945 гг.» (1945)